# Sha Wujing

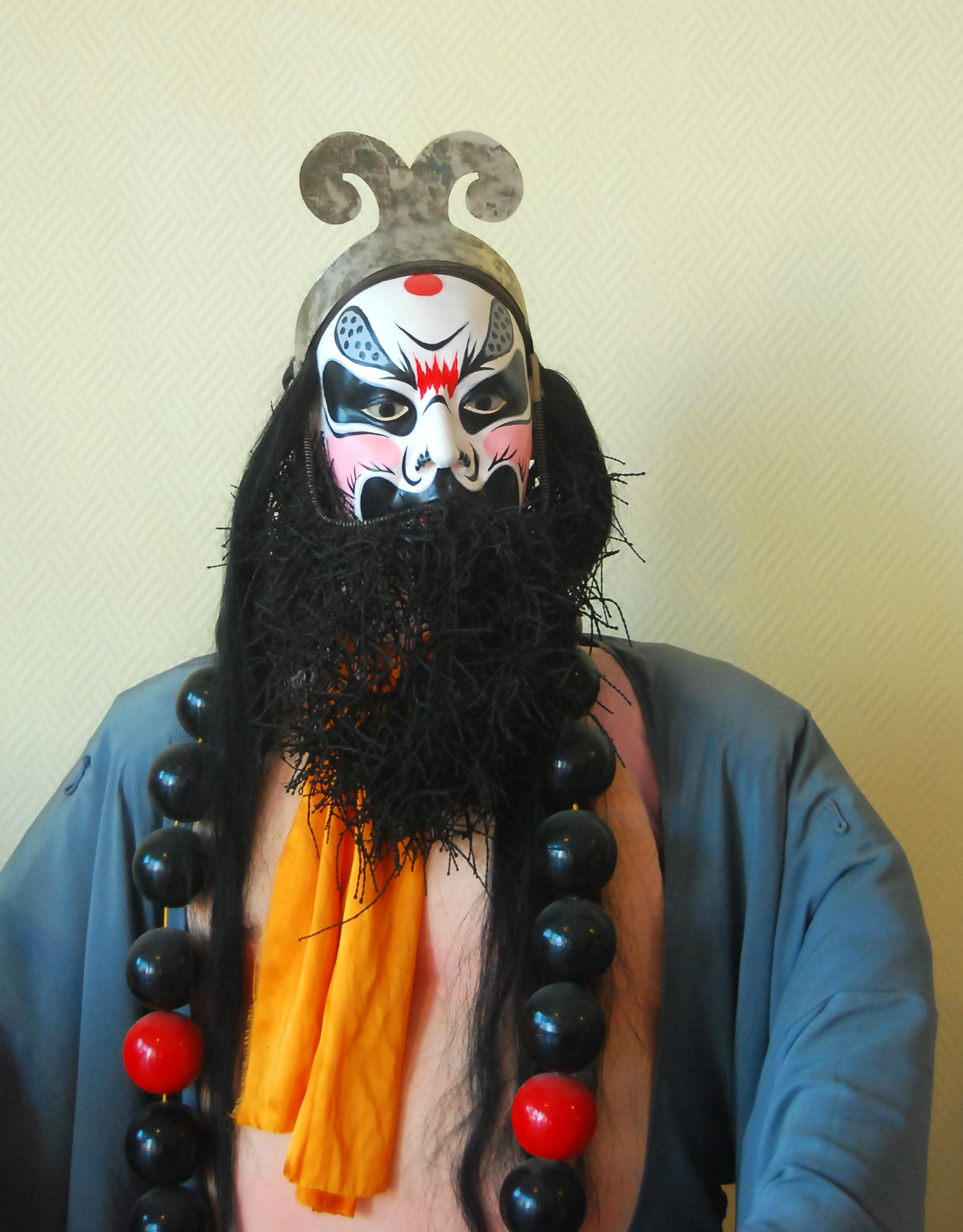
Postać Sha Wujinga w spektaklu opery pekińskiej

Sha Wujing (chiń. upr. 沙悟净; chiń. trad. 沙悟凈; pinyin Shā Wùjìng) lub Sha Heshang (chiń. upr. 沙和尚; chiń. trad. 沙和尚; pinyin Shā Héshàng) – postać z mitologii chińskiej, jeden z głównych bohaterów powieści Wu Cheng’ena Wędrówka na Zachód.
Pierwotnie był jednym z niebiańskich urzędników, został jednak wygnany przez Nefrytowego Cesarza po tym, jak upuścił i rozbił kryształową misę. Zesłany na ziemię, narodził się jako przerażający potwór, napadający i pożerający przechodniów. Jako kara co siedem dni z nieba spadał magiczny miecz, który ranił go w szyję. Wyzwolony od cierpień przez boginię Guanyin, zaczął wieść cnotliwe życie i przyłączył się do mnicha Xuanzanga w jego wyprawie do Indii.